# Visconde de Benagazil
Visconde de Benagazil é um título nobiliárquico criado por D. Maria II de Portugal, por Decreto de 2 de Julho e Carta de 29 de Setembro de 1846, em favor de Policarpo José Machado.
Titulares
1. Policarpo José Machado, 1.º Visconde de Benagazil.